# Mini-Reviews in Medicinal Chemistry
Mini-Reviews in Medicinal Chemistry, abgekürzt Mini-Rev. Med. Chem., ist eine wissenschaftliche Fachzeitschrift, die vom Bentham Science-Verlag veröffentlicht wird. Die erste Ausgabe erschien im Jahr 2001. Derzeit erscheint sie mit 14 Ausgaben im Jahr. Es werden kurze Übersichtsarbeiten aus der medizinischen Chemie veröffentlicht.
Der Impact Factor lag im Jahr 2014 bei 2,903. Nach der Statistik des ISI Web of Knowledge wird das Journal mit diesem Impact Factor in der Kategorie medizinische  Chemie an 21. Stelle von 59 Zeitschriften geführt.